# R-29RM Shtil
El R-29RM Shtil (en ruso: Штиль, nombre de la OTAN SS-N-23 Skiff ) era un misil balístico de propulsión líquida, lanzado por submarino en uso por la Armada soviética. Tenía las designaciones rusas alternativas RSM-54 e índice GRAU 3M27 . Fue diseñado para ser lanzado desde los submarinos pr 667BDRM, cada uno de los cuales es capaz de transportar 16 misiles. El R-29RM podía transportar cuatro ojivas nucleares de 100 kilotones y tenía un alcance de aproximadamente 8500 km. Fueron reemplazados por el nuevo R-29RMU Sineva y más tarde con la variante mejorada de este, el R-29RMU2 Layner.

## Desarrollo
El calendario de desarrollo del sistema de misiles D-19 con el cohete de combustible sólido R-39 no se cumplió y se amplió varias veces. Las medidas de asegurar la paridad nuclear con los Estados Unidos requirió una serie de decisiones. A mediados de la década de 1970, se adoptaron dos decretos gubernamentales. En uno de ellos se aumentó el número submarinos portacohetes del proyecto 667BDR en construcción en ocho unidades. La segunda resolución estableció el trabajo para mejorar las características de precisión de los misiles marinos, creando una nueva ojiva alta velocidad y pequeño tamaño, junto a  otras medidas.
En el marco de estos trabajos, por iniciativa del Diseñador General V. P. Makeiev, la Oficina de Diseño de Ingeniería preparó un proyecto avanzado para un sistema de misiles desplegado en los submarinos del Proyecto 667BDR durante su modernización. De hecho, se propuso la creación de un nuevo complejo, el D-25. El diseño preliminar del complejo D-25 con un misil líquido fue defendido con éxito en diciembre de 1977 ante los consejos científicos y técnicos del Ministerio de Ingeniería General y la Armada. Pero la decisión de comenzar el trabajo de desarrollo de un nuevo complejo se retrasó. El Ministro de Defensa, D.F. Ustinov, se opuso a esta decisión creyendo que la Marina debería cambiar a cohetes de combustible sólido como había hecho la norteamericana. Sin embargo, con el apoyo del Comandante en Jefe de la Armada, S. G. Gorshkov, y el ministro de Ingeniería General, S. A. Afanasyev, se preparó y firmó un decreto en enero de 1979 sobre el desarrollo experimental del nuevo complejo D-9RM (en lugar del índice D-25 original) con líquido Cohete R-29RM. Se suponía que el complejo, con un rango de vuelo intercontinental , era capaz de golpear objetos protegidos de pequeño tamaño y estaba destinado a armar submarinos del proyecto 667BDRM.
Al desarrollar un nuevo complejo, se utilizó la experiencia de desarrollar misiles R-29 y R-29R . Al mismo tiempo, el complejo proporcionó un aumento en las características de combate al aumentar el número y el poder de las ojivas, aumentando el alcance y la precisión del disparo , ampliando la zona de reproducción de las ojivas. El diseño preliminar fue desarrollado en 1979. Y en 1980, se preparó la documentación de diseño
En 1979 comenzó el trabajo en una versión mejorada del sistema D-29R. Denominado D-29RM empleaba el misil intercontinental R-29RM. Los motores de la tercera etapa están sumergidos en tanques de combustible líquido. A diferencia de los misiles R-29 y R-29R, el motor de tercera etapa R-29RM, junto a la cámara principal, tiene cuatro cámaras de combustión de control adicionales. Una mejora significativa adicional del misil es la integración del sistema de propulsión de la tercera etapa con el sistema de propulsión posterior a la explosión. Ambos sistemas usan un tanque de combustible común. El R-29RM post-buster fue diseñado para transportar de 4 a 10 cabezales MIRV, ubicados en el receso interno del tanque de combustible de la segunda etapa. Estas cabezas luego pasan a los lados de la tercera etapa de conducción. 
Las pruebas de misiles comenzaron en junio de 1983, una serie de lanzamientos desde la plataforma de prueba flotante, luego continuaron con dieciséis lanzamientos desde el lanzador terrestre. La siguiente etapa incluyó repeticiones finales y pruebas en el mar. El sistema de misiles D-29RM fue aprobado para el servicio en 1986. Estos misiles se pueden disparar desde la superficie, así como desde un barco sumergido, en este último caso los lanzadores se inundan con agua antes del lanzamiento.
El sistema D-29RM se implementó en siete submarinos del proyecto 667BDRM que transportaban 16 misiles R-29RM cada uno. Los misiles con 10 ojivas MIRV nunca se han desplegado.
El sistema se modernizó en 1988. Durante la modernización, los misiles fueron equipados con ojivas mejoradas, también se hicieron modificaciones para permitir el vuelo a lo largo de una trayectoria aplanada y el lanzamiento de proyectiles desde altas latitudes. La resistencia de las ojivas a los efectos de las explosiones nucleares también se ha incrementado.
En septiembre de 1999, el gobierno ruso decidió reanudar la producción de misiles R-29RM, que se suspendió anteriormente en 1998. Los nuevos misiles R-29RMU (RSM-54 Siniewa) están equipados con reparaciones actualmente en proceso 667BDRM .

## Construcción
El misil consta de tres etapas con ojivas independientes. Las primeras etapas están dispuestos en tándem. Todas las etapas están equipadas con motores de cohete con propergoles líquidos. La característica de diseño del cohete es la combinación de motores de la tercera etapa y la etapa de dispersión en un solo conjunto con un sistema de tanque común.
Por primera vez en la práctica de la Oficina de diseño de ingeniería mecánica, el motor de la primera etapa no fue fabricado por la Oficina de diseño de ingeniería química (KBHM), sino por la Oficina de diseño de automatización química (KBHA). El motor 3D37 (designación del desarrollador RD-0243) fue desarrollado bajo la dirección del diseñador general A. D. Konopatov. El motor se fabrica de acuerdo con el "diseño empotrado" y consta de dos bloques: el RD0244 de cámara única de marcha y el RD0245 de dirección de cuatro cámaras. Empuje del motor: 10 toneladas de fuerza. El control se ejerce a través de canales de cabeceo, guiñada y balanceo desviando las cámaras de combustión de la unidad de dirección. Ambos bloques están hechos de acuerdo con el esquema con postcombustión de gas oxidante . El motor está montado en la parte inferior del tanque de combustible y está hecho de acuerdo con el "patrón empotrado" (casi todas las unidades están dentro del tanque). Cuatro cámaras de dirección se encuentran fuera del tanque, en los planos de estabilización . El funcionamiento del motor se detiene después de que uno de los componentes se haya agotado.

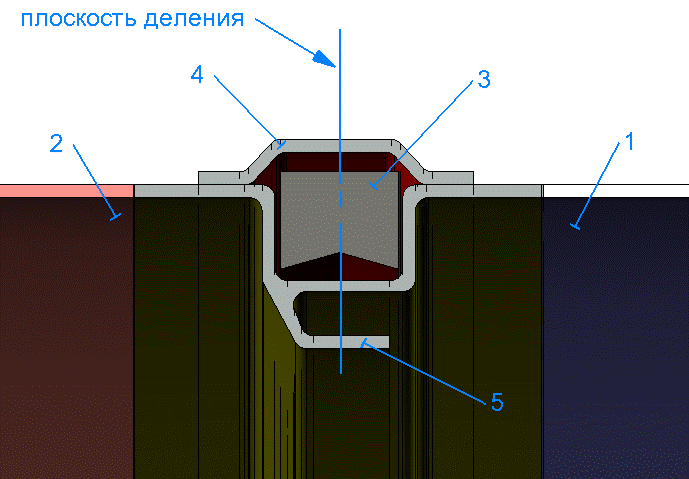
Esquema de la separación de etapas mediante explosivos.

La separación entre los tanques del oxidante y el combustible de la primera etapa se combinan en un único mamparo. El cuerpo del primer y segundo escalón está totalmente soldado, hecho de paneles de una aleación de aluminio-magnesio (aleación AMg-6 ). La separación de las etapas se lleva a cabo mediante la energía de los gases de la presurización de los tanques después de la operación de cargas de detonación alargadas longitudinales instaladas a lo largo del tanque del oxidante de la primera etapa.
La parte inferior delantera del tanque de combustible de la segunda etapa está hecha en forma de nicho cónico en el que se encuentran las cabezas de combate y el motor de la tercera etapa. El fondo entre los tanques oxidantes de la primera y segunda etapa se combina y sirve como anclaje para el motor de la segunda etapa.
El motor 3D38 de segunda etapa desarrollado por KBHM (diseñador general V. N. Bogomolov) es de una sola cámara, fabricado de acuerdo con el esquema de postcombustión de gas oxidante. El motor está montado en un fondo entre etapas, y las unidades principales del motor están ubicadas en el tanque de oxidante de la primera etapa. Los momentos de control a lo largo de los canales de inclinación y guiñada se crean debido a la desviación de la cámara de combustión fijada en el cardán. El control del balanceo se lleva a cabo utilizando boquillas especiales que utilizan gas oxidante proveniente de una unidad de turbobomba . El motor funciona hasta que uno de los componentes de combustible está completamente consumido.
Gracias al uso del nuevo motor de impulso y la tercera etapa, se aumentó la masa útil y el alcance. El R-29RM utilizó un nuevo diseño del dispositivo de lanzamiento, en forma de un anillo de metal y goma, que permitió extender el cohete en 0.6 mm sin aumentar la altura del eje del misil. Además, sin aumentar el diámetro del silo, el diámetro del cohete se incrementó de 1.8 a 1.9 m debido a la compactación del diseño del espacio anular y al uso de nuevos amortiguadores de caucho y metal. Al mismo tiempo, la resistencia a los efectos de las explosiones submarinas se mantuvo al nivel del complejo R-29R. Estas decisiones permitieron aumentar el peso de lanzamiento del cohete de 35.8 a 40 t sin aumentar la longitud del misil. Lo que permitió incrementar la cantidad de combustible, así como la carga permitida de 1650 kg a 2800 kg y el alcance de 8000 a 8300 km.
El sistema de propulsión de la tercera etapa y la unidad de dispersión se reducen a un conjunto común. El jefe de diseño de KBKhM, N.I. Leontiev, participó en su desarrollo. El tanque de combustible es común. El motor de la tercera etapa es de cámara única, con un suministro de combustible mediante turbobomba. El motor es monomodo, hecho de acuerdo con el esquema con postcombustión de gas oxidante. El motor del cohete se separa de la parte principal del cohete cuando se para y está equipado con un dispositivo para bloquear las tuberías que conectan la parte desmontable del motor con el sistema de tanque. El control se lleva a cabo mediante un motor de dispersión, que se enciende simultáneamente con el motor de marcha de la tercera etapa. El motor de dispersión dispone de cuatro cámaras, multimodo y se fabrica de acuerdo con un esquema de circuito abierto. El gas del generador de gas se descarga a través de seis boquillas especiales. Cuatro cámaras del motor se encuentran en soportes especiales sirven para colocarla en  posición.
El uso del sistema de propulsión combinado original de la tercera etapa y las cabezas de combate hizo posible alcanzar una zona más grande para lanzar las cabezas de combate cuando se disparaban a una distancia inferior al máximo. Esto amplió las capacidades de combate del cohete debido a una selección más flexible de objetivos.
En la cabeza del cohete se encuentra el compartimento de instrumentos con el equipo a bordo del sistema de control y de astrocorrección . El sistema de automatización fue desarrollado por NPO Automation (diseñador jefe N. A. Semikhatov), el Instituto de Investigación de Instrumentos de Mando (diseñador jefe V. P. Arefyev), la Oficina Central de Diseño de Geofísica (diseñador jefe V. S. Kuzmin) y NPO Radiopribor (diseñador jefe L. I. Gusev). La mejora del equipo de astrocorrección facilitó un aumento significativo en la precisión de disparo. En el modo astroinertial, la precisión de disparo aumentó en 1,5 veces. Una innovación fundamentalmente nueva fue el desarrollo de un modo especial de guía astroradioinertial. En ella, junto con los datos de navegación de situación mediante las estrellas, se utiliza para la corrección de la trayectoria espacial la información del sistema de navegación GLONASS, mejorando así la exactitud del disparo hasta niveles de misiles balísticos intercontinentales basados en tierra

### Ojivas
Las ojivas se colocan en plataformas en la parte trasera del tanque de combustible. Para el misil R-29RM, se desarrollaron dos configuraciones: una de cuatro ojivas de 200 kt cada una y otra de diez de 100 kt. Estaban pensadas como respuesta al ojiva W76 de EE. UU. Los desarrollos se utilizaron en la ojiva del misil R-39. El diseño de vuelo y el desarrollo de ojivas nucleares se llevaron a cabo en el campo de entrenamiento de Kapustin Yar mediante el lanzamiento de misiles especiales K65M-R desarrollados por PO Polet.
La creación de la ojiva se llevó a cabo en varias direcciones. Después de 16 pruebas nucleares, el Instituto de Investigación de Ingeniería de Instrumentos creó una carga nuclear con una potencia específica mayor que la de la carga nuclear estadounidense. La masa y las dimensiones de los dispositivos automáticos especiales para manjar la carga se redujeron significativamente, y la precisión del vuelo se ha mejorado debido a la introducción de un sensor de radio especial. La Oficina de Diseño de Ingeniería se ocupó de elaborar el diseño general de la ojiva y de optimizar la forma aerodinámica. La ojiva del cohete R-29RM es más puntiaguda en comparación con modelos anteriores. Se desarrolló un nuevo diseño de punta para acomodar partes de automatización especial. Se mejoró la protección térmica. Para reducir el desplazamiento del centro de masa con respecto al eje longitudinal en la producción  se mejoró el equilibrio dinámico con la ayuda de un dispositivo especialmente desarrollado, cuyo desarrollo fue realizado por especialistas de KBM, el Instituto de Investigación Hermes, el Instituto de Investigación de Ingeniería de Instrumentos y la planta de construcción de máquinas Zlatoust .
Para disminuir la dispersión, fue necesario reducir la ablación de la punta de la cabeza nuclear al entrar en las capas densas de la atmósfera y asegurar su rotación para garantizar un desgaste uniforme de la superficie. Se propuso un material compuesto de base de carbono. Desde diciembre de 1980 hasta marzo de 1984, durante las pruebas de diseño de vuelo, se llevaron a cabo 17 lanzamientos de misiles K65M-R y se probaron 56 ojivas nucleares.
La ojiva adoptada tenía una punta hecha de material compuesto y empleaba un sistema de guía avanzado lo que permitió crear una ojiva con una precisión de disparo dos veces mejor que la de la ojiva del misil R-39, y técnicamente no inferior a la ojiva estadounidense W76. En noviembre de 1985, los especialistas del Instituto de Investigación de Ingeniería de Instrumentos, la Oficina de Diseño de Ingeniería Mecánica y la Planta de Construcción de Máquinas Zlatoust recibieron el Premio Estatal de la URSS por la creación de una ojiva de pequeña potencia .
La experiencia adquirida se utilizó luego para crear ojivas de poder de clase media para equipar los misiles R-29RMU y R-39 UTTH .

## Servicio

### Operación Behemoth
El 6 de agosto de 1991 a las 21:09, K-407 Novomoskovsk , bajo el mando del Capitán Segundo Rango Sergey Yegorov , se convirtió en el único submarino del mundo en lanzar con éxito una salva de misiles, lanzando 16 misiles balísticos R-29RM (RSM-54) con un peso total de casi 700 toneladas en 244 segundos (nombre de código de operación "Behemoth-2" ). Todos los misiles alcanzaron sus objetivos designados en el campo de prueba de misiles Kura en Kamchatka.

### Vehículo de lanzamiento espacial
Varios R-29RM fueron reacondicionados como cohetes portadores Shtill para ser lanzados por submarinos clase Delta, los submarinos que son móviles pueden enviar una carga útil directamente a una órbita heliosincrónica, especialmente utilizada por satélites de imágenes. Fuera de los límites del ejército ruso, esta capacidad se ha utilizado comercialmente para colocar tres de los cuatro microsatélites en una órbita terrestre baja con una cancelación asignada al Cosmódromo de Baikonur para obtener mejores condiciones financieras.

### Fin del servicio
El último barco que transportaba R-29RM, K-51 Verkhoturye , fue reacondicionado para ser rearmado con el nuevo R-29RMU Sineva el 23 de agosto de 2010.